# Ungarische Badmintonmeisterschaft 2019
Die Ungarische Badmintonmeisterschaft 2019 fand am 2. und 3. Februar 2019 in Pécs statt.

## Sieger und Platzierte
| Disziplin    | Gold                                | Silber                            | Bronze                          |
| ------------ | ----------------------------------- | --------------------------------- | ------------------------------- |
| Herreneinzel | Gergely Krausz                      | Balázs Pápai                      | Zsombor Dulcz                   |
| Herreneinzel | Gergely Krausz                      | Balázs Pápai                      | Gergő Pytel                     |
| Dameneinzel  | Vivien Sándorházi                   | Kitti Szoták                      | Gréta Kadlicskó                 |
| Dameneinzel  | Vivien Sándorházi                   | Kitti Szoták                      | Ágnes Kőrösi                    |
| Herrendoppel | Dániel Gradwohl Gergely Krausz      | Máté Bálint András Piliszky       | Péter Letsch Levente Nagy-Szabó |
| Herrendoppel | Dániel Gradwohl Gergely Krausz      | Máté Bálint András Piliszky       | Zoltán Kereszti József Mester   |
| Damendoppel  | Nikoletta Bukoviczki Daniella Gonda | Klaudia Kata Kispál Violetta Papp | Dóra Kömives Boglárka Újvári    |
| Damendoppel  | Nikoletta Bukoviczki Daniella Gonda | Klaudia Kata Kispál Violetta Papp | Petra Kovács Boglárka Pandúr    |
| Mixed        | Kristóf Horváth Vivien Sándorházi   | András Piliszky Ágnes Kőrösi      | Levente Nagy-Szabó Dóra Kömives |
| Mixed        | Kristóf Horváth Vivien Sándorházi   | András Piliszky Ágnes Kőrösi      | Csaba Szikra Fanni Dóra Kiss    |